# Azerveira
Azerveira é uma aldeia de povoamento disperso, localizada no Ribatejo, no maior concelho do distrito de Santarém (Coruche) e na Freguesia de S. José da Lamarosa.
A Aldeia  teve origem no início do século XX, com um aforo passado ao Agricultor João Azerveira, ao início a zona de montado e habitacional  corresponde hoje ao sul da aldeia e a norte da Aldeia designou-se durante muito tempo como Foros da Azerveira, e tornou-se a zona mais habitada pois, com os anos as descendências foram vendendo parcelas aos forasteiros que se deslocavam para vir trabalhar nessas terras.
Hoje em dia a Aldeia fica compreendida entre a Vala da Venda a sul, a norte pela herdade da Caneirinha, a Oeste pelo montado da Caneira e a Este encosta-se a Martingil.
A aldeia é tradicionalmente Católica tende uma Igreja, e sendo devota ao Imaculado Coração de Maria.
A Aldeia é conhecida por um povo hospitaleiro ligado à agricultura, mas que não perdem uma boa oportunidade de confraternizar, criando vários eventos na Aldeia e contraiam as políticas que procuram central as populações nos grandes centros urbanos.
A aldeia é dinamizada pela Associação Cultural e Desportiva 3Ás da Azerveira desde 2009. Esta associação em conjunto com toda a população cria diversos eventos ao longo do ano, e convidam todos quantos queiram visitar e usufruir dos seus Eventos.
O melhor acesso à aldeia é feito pela Estrada Nacional 114, tendo uma localização entre Almeirim e Coruche, o que se torna uma localização estratégica na procura de emprego entre estás localidades.

## Eventos anuais
| Período                        | Comemora-se                                                |
| ------------------------------ | ---------------------------------------------------------- |
| Fevereiro/Março                | Tradicional animação de Carnaval                           |
| Meios-dias Santos              | Pescaria em todas as Barragens                             |
| 30 de Abril e 1º de Março      | Festa das Sopas                                            |
| 1º fim de semana de Maio       | Festas da Juventude e Procissão das Velas de Maio          |
| 2º / 3º fim de semana de Julho | Festas Religiosas em devoção ao Imaculado Coração de Maria |
| 1º fim de semana de Setembro   | Festas de Verão                                            |
| 11 de Novembro                 | Festas de São Martinho                                     |